# Јован Солунски
Свети мученик Нан (Јован) Солунски је хришћански светитељ. Пострадао је за Христа од Турака 1802. године у Смирни.
Српска православна црква слави га 29. маја по црквеном, а 11. јуна по грегоријанском календару.